# Бояринцево (посёлок станции, Рязанская область)
Боя́ринцево — посёлок станции в Михайловском районе Рязанской области России. Входит в Щетининское сельское поселение.

## География
Посёлок находится на рчк. Бурмянке приток Локни.

## Население
| 1929 | 2007 | 2010 |
| ---- | ---- | ---- |
| 422  | ↘34  | →34  |

## Транспорт
К северо-востоку от посёлка находится одноимённая железнодорожная станция Бояринцево Московской железной дороги участка Ожерелье — Павелец.

## История
Упоминается в писцовых книгах 1594—1597 гг..
В 1850 г. в селе было 10 помещиков.
До 1924 года деревня входила в состав Прудской волости Михайловского уезда Рязанской губернии.